# Jamie xx

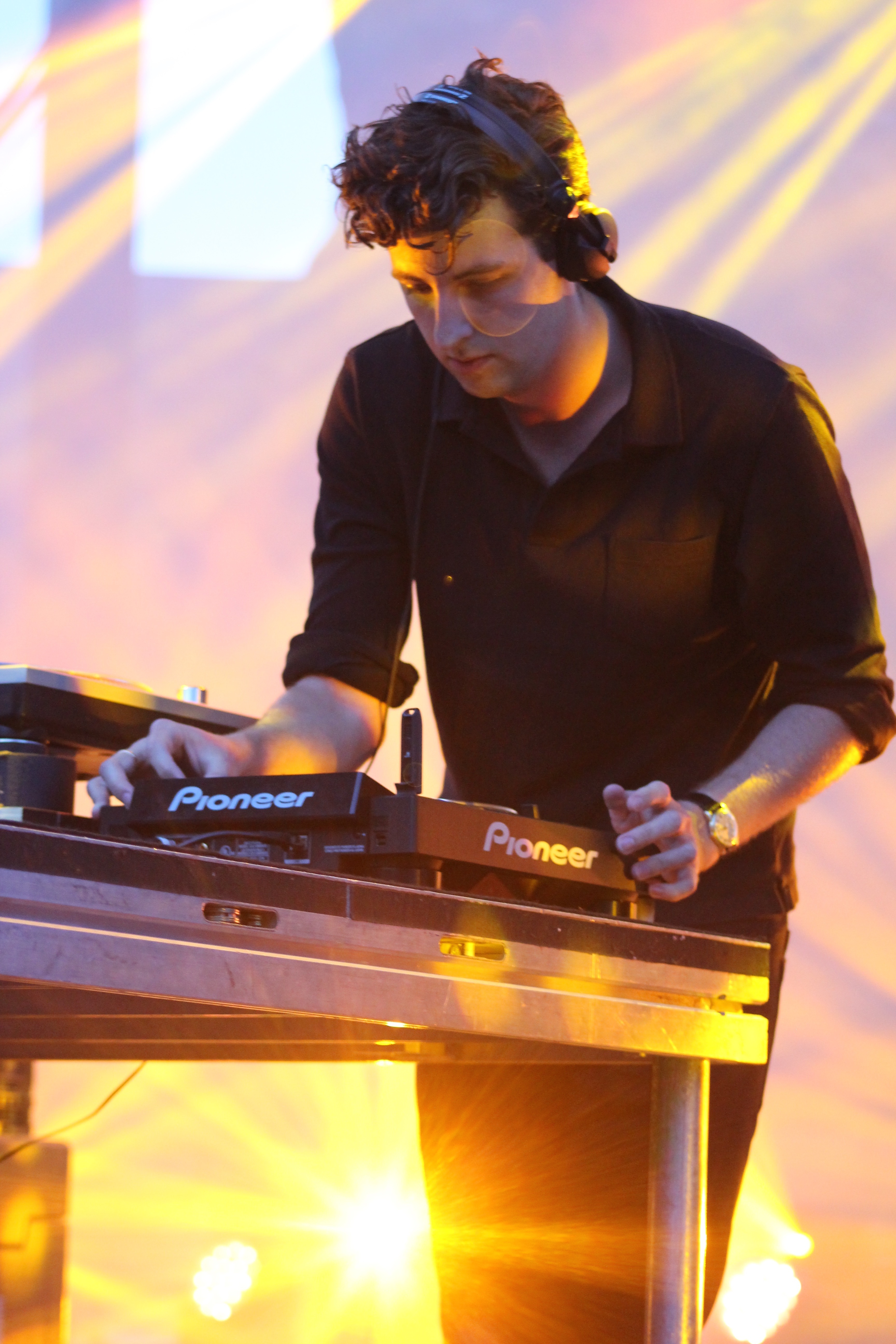
Jamie Smith, år 2016.

Jamie xx, artistnamn för Jamie Smith, född 28 oktober 1988, är en brittisk musikproducent, DJ och remixartist. Förutom att vara soloartist är han även medlem i bandet The xx.
Jamie xx är en flitigt anlitad remixare, och har remixat artister som Florence + The Machine, Adele, Jack Peñate och Glasser.

## Biografi
År 2006, ett år efter att The xx hade bildats, gick Jamie med i gruppen. Han har sedan dess producerat deras två album: xx (2009) och Coexist (2012).
År 2010 remixade han den amerikanske poeten och singer/songwritern Gil Scott-Herons sista album I'm New Here, som fick namnet We're New Here.
Den 29 maj 2015 släppte han sitt första studioalbum, In Colour, som mestadels hyllats av kritiker.

## Diskografi
- 2011 – We're New Here (med Gil Scott-Heron)
- 2015 – In Colour
- 2024 – In Waves